# Agustín Urzi
Agustín Urzi (Lomas de Zamora, 4 de mayo de 2000) es un futbolista profesional argentino, juega en la posición de extremo y su equipo actual es el Club Atlético Huracán, de la Primera División Argentina.

## Trayectoria
Urzi se unió a las divisiones inferiores de Banfield en 2008. Pasó por todas las categorías inferiores hasta que a los 17 años empezó a entrenar con la reserva.
Hizo su debut profesional el 1 de diciembre de 2018 bajo la dirección técnica de Julio César Falcioni, en la derrota 1 a 0 frente a Argentinos Juniors. En 2019, con Hernán Crespo, fue participando del equipo titular, hasta convertirse en titular, marcando goles ante Atlético Tucumán y Newell's Old Boys. Sus actuaciones derivaron en el interés de varios equipos que intentaron ficharlo.
El día 2 de febrero de 2023 vio anunciado su traspaso al FC Juárez, de la Primera División Mexicana, por un total de 3.2 millones de Euros.

## Selección nacional
Urzi integró la Selección Argentina Sub-19 para los Juegos Sudamericanos 2018 en Bolivia. Fue expulsado en la derrota en semifinales contra Uruguay.

### Participaciones en Copas Del Mundo
Fue convocado por Fernando Batista para disputar los amistosos previos al mundial, y posteriormente a este. Jugó como titular todos los partidos que disputó su selección.
| Torneo                   | Sede    | Resultado        | Partidos | Goles |
| ------------------------ | ------- | ---------------- | -------- | ----- |
| Copa Mundial Sub-20 2019 | Polonia | Octavos de final | 4        | 0     |

### Participaciones en Juegos Panamericanos
Agustín, participó de la Selección Argentina Sub-23 para los Juegos Sudamericanos 2019 en Lima, Perú. Se consagró campeón en la final contra Honduras, en donde marcó su primer gol en un Juego Sudamericano.
| Torneo                       | Sede | Resultado      | Partidos | Goles |
| ---------------------------- | ---- | -------------- | -------- | ----- |
| Juegos Panamericanos de 2019 | Perú | Medalla de oro | 4        | 1     |

### Participaciones en Preolímpicos
| Torneo                        | Sede     | Resultado | Partidos | Goles |
| ----------------------------- | -------- | --------- | -------- | ----- |
| Preolímpico Sudamericano 2020 | Colombia | Campeón   | 6        | 1     |

#### Participaciones en Juegos Olímpicos
| Torneo                | Sede  | Resultado      | Partidos | Goles |
| --------------------- | ----- | -------------- | -------- | ----- |
| Juegos Olímpicos 2020 | Tokio | Fase de grupos | 2        | 0     |

## Estadísticas

### Clubes
Actualizado hasta su último partido disputado el 1 de junio de 2025.
| Club                     | Div.          | Temporada     | Liga  | Liga  | Liga   | Copas | Copas | Copas  | Internacional | Internacional | Internacional | Total | Total | Total  |
| Club                     | Div.          | Temporada     | Part. | Goles | Asist. | Part. | Goles | Asist. | Part.         | Goles         | Asist.        | Part. | Goles | Asist. |
| ------------------------ | ------------- | ------------- | ----- | ----- | ------ | ----- | ----- | ------ | ------------- | ------------- | ------------- | ----- | ----- | ------ |
| C. A. Banfield Argentina | 1.ª           | 2018-19       | 10    | 2     | 1      | 2     | 0     | 0      | —             | —             | —             | 12    | 2     | 1      |
| C. A. Banfield Argentina | 1.ª           | 2019-20       | 18    | 0     | 1      | 2     | 0     | 0      | —             | —             | —             | 20    | 0     | 1      |
| C. A. Banfield Argentina | 1.ª           | 2020-21       | —     | —     | —      | 12    | 0     | 0      | —             | —             | —             | 12    | 0     | 0      |
| C. A. Banfield Argentina | 1.ª           | 2021          | 18    | 0     | 2      | 9     | 0     | 1      | —             | —             | —             | 27    | 0     | 3      |
| C. A. Banfield Argentina | 1.ª           | 2022          | 24    | 1     | 2      | 19    | 3     | 3      | 6             | 1             | 0             | 49    | 5     | 5      |
| C. A. Banfield Argentina | 1.ª           | 2023          | 1     | 0     | 0      | —     | —     | —      | —             | —             | —             | 1     | 0     | 0      |
| C. A. Banfield Argentina | Total club    | Total club    | 71    | 3     | 6      | 44    | 3     | 4      | 6             | 1             | 0             | 121   | 7     | 10     |
| F. C. Juárez · México    | 1.ª           | C-2023        | 11    | 0     | 1      | —     | —     | —      | —             | —             | —             | 11    | 0     | 1      |
| F. C. Juárez · México    | 1.ª           | A-2023        | 11    | 1     | 0      | —     | —     | —      | 3             | 0             | 0             | 14    | 1     | 0      |
| F. C. Juárez · México    | Total club    | Total club    | 22    | 1     | 1      | 0     | 0     | 0      | 3             | 0             | 0             | 25    | 1     | 1      |
| Racing Club Argentina    | 1.ª           | 2024          | 13    | 0     | 0      | 7     | 0     | 0      | 4             | 0             | 1             | 24    | 0     | 1      |
| Racing Club Argentina    | Total club    | Total club    | 13    | 0     | 0      | 7     | 0     | 0      | 4             | 0             | 1             | 24    | 0     | 1      |
| C. A. Huracan Argentina  | 1.ª           | 2025          | 14    | 0     | 1      | —     | —     | —      | 5             | 2             | 0             | 19    | 2     | 1      |
| C. A. Huracan Argentina  | Total club    | Total club    | 14    | 0     | 1      | 0     | 0     | 0      | 5             | 2             | 0             | 19    | 2     | 1      |
| Total carrera            | Total carrera | Total carrera | 120   | 4     | 8      | 51    | 3     | 4      | 18            | 3             | 1             | 189   | 10    | 13     |
| 1. 2.                    |               |               |       |       |        |       |       |        |               |               |               |       |       |        |

## Palmarés

### Campeonatos internacionales
| Título                   | Club             | Sede     | Año  |
| ------------------------ | ---------------- | -------- | ---- |
| Juegos Panamericanos     | Argentina Sub-23 | Cuzco    | 2019 |
| Preolímpico Sudamericano | Argentina Sub-23 | Colombia | 2020 |
| Copa Sudamericana        | Racing Club      | Asunción | 2024 |